# Alami Tazi
Pour les articles homonymes, voir Tazi.
Alami Tazi (en arabe: العلمي التازي), né le 3 mars 1930 à Meknès[réf. à confirmer], et mort le 8 janvier 2011 dans une clinique à Saint-Jean près de Toulouse à l'âge de 81 ans, est un homme d'affaires marocain doublé d'un politicien. Il a été ministre de l’Industrie, du Commerce et de l’Artisanat sous le gouvernement de Abderrahman El Yousoufi.

## Études et formation professionnelle
Il a fait ses études primaires et secondaires à Meknès. Il a suivi ensuite en France des études techniques à l'Institut du textile de Roubaix. Très tôt, il se lance dans le management et finit par occuper le poste de président directeur-général de plusieurs sociétés industrielles et agricoles au Maroc.

## Politique
C'est ainsi que ce membre du Bureau exécutif du Rassemblement national des indépendants (RNI) devient, entre 1968 et 1983, membre du Conseil municipal et de l'Assemblée provinciale de la ville de Meknès ainsi que président, entre 1970 et 1996, de la Chambre de commerce et
d'industrie des provinces de Meknès et d'Ifrane. Il fut député et président de la Commission des affaires économiques (1970-1972), était également élu à la Chambre des représentants briguant avec succès le poste de député lors des législatures 1977-1984, 1984-1992 et 1993-1997. Président de la commune de Aït Oullal (aux environs de Meknès) depuis 1997, il était président de la Chambre du commerce, d'industrie et des services de la wilaya de Meknès et de la province d'Ifrane depuis 1997.

## Décorations
- Décoré du Ouissam Arrida de 2e catégorie.
- Décoré du Ouissam Al Arch de l'ordre d'officier.